# Madre Teresa di Calcutta
Madre Teresa di Calcutta, al secolo Anjezë Gonxhe Bojaxhiu ([aˈɲɛzə ˈɡɔndʒɛ bɔjaˈdʒiu]), per la Chiesa cattolica Santa Teresa di Calcutta per il culto tributatole, e spesso nota semplicemente come Madre Teresa (Skopje, 26 agosto 1910 – Calcutta, 5 settembre 1997), è stata una religiosa albanese naturalizzata indiana di fede cattolica, fondatrice della congregazione religiosa delle Missionarie della carità.
Il suo lavoro instancabile tra le vittime della povertà di Calcutta l'ha resa una delle persone più famose al mondo e le ha valso numerosi riconoscimenti, tra cui il premio Nobel per la pace nel 1979. È stata proclamata beata da papa Giovanni Paolo II il 19 ottobre 2003 e santa da papa Francesco il 4 settembre 2016.

## Biografia

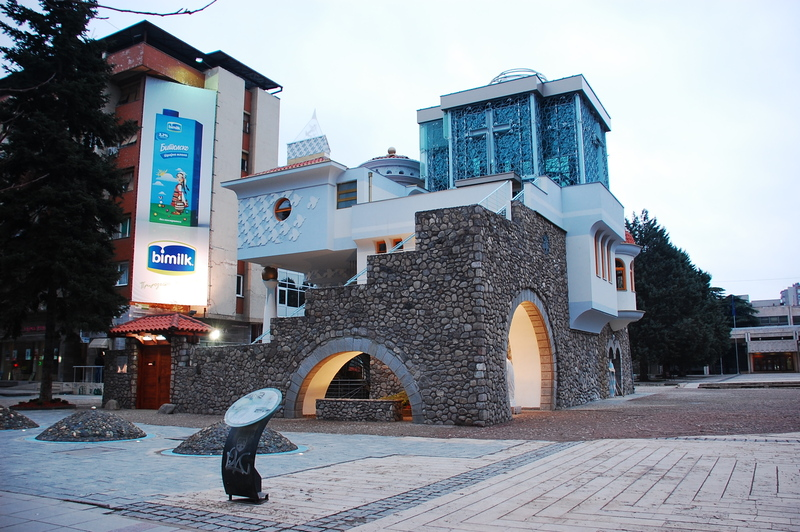
Skopje, casa-memoriale di Madre Teresa

### La giovinezza e l'arrivo in India
Nacque il 26 agosto 1910 a Skopje (odierna capitale della Macedonia del Nord), Vilayet del Kosovo, nell'allora Impero ottomano, da benestanti genitori albanesi originari del Kosovo: Nikollë Bojaxhiu (1874-1919) e Dranafile Bernai (1889-1972). Fu la madre a scegliere i nomi che le vennero dati: Anjezë (come Sant'Agnese, il cui nome vuol dire "pura casta") e Gonxhe ("bocciolo" in lingua albanese). Quintogenita di una numerosa prole, aveva una sorella, Aga Bojaxhiu (1905-1973), un fratello, Lazar Bojaxhiu (1908-1981) e altri due morti in età infantile.
All'età di otto anni rimase orfana di padre, un attivista politico albanese che, secondo alcuni biografi, morì avvelenato per opera di agenti serbi, conseguentemente la sua famiglia si trovò in gravi difficoltà economiche; la madre la crebbe secondo i precetti e la fede cristiana cattolica. A partire dall'età di dieci anni, partecipò alle attività della parrocchia del Sacro Cuore di Skopje, in particolare quelle del coro, del teatro e dell'aiuto alle persone povere. In quel periodo cominciò a conoscere l'India tramite le lettere di missionari gesuiti attivi nel Bengala.
Nel 1928, a diciotto anni, decise di prendere i voti, entrando come aspirante nelle Suore di Loreto. Dopo un primo colloquio a Parigi, venne inizialmente inviata a Dublino, in Irlanda, dove si fermò sei settimane per imparare le prime nozioni di inglese e ricevere il velo di postulante.
Nel gennaio 1929 raggiunse l'India dove, dopo una breve sosta a Calcutta, venne inviata nel Darjeeling, per completare la sua preparazione. Qui si fermò due anni, studiando le lingue inglese e bengalese e insegnando nella scuola annessa al convento. Svolse anche un'attività come aiuto-infermiera che la mise in contatto con la realtà dei malati e dei poveri. Il 24 maggio 1931 prese i voti temporanei, assumendo il nome di Maria Teresa, ispirandosi a santa Teresa di Lisieux.

### Gli anni di insegnamento a Calcutta

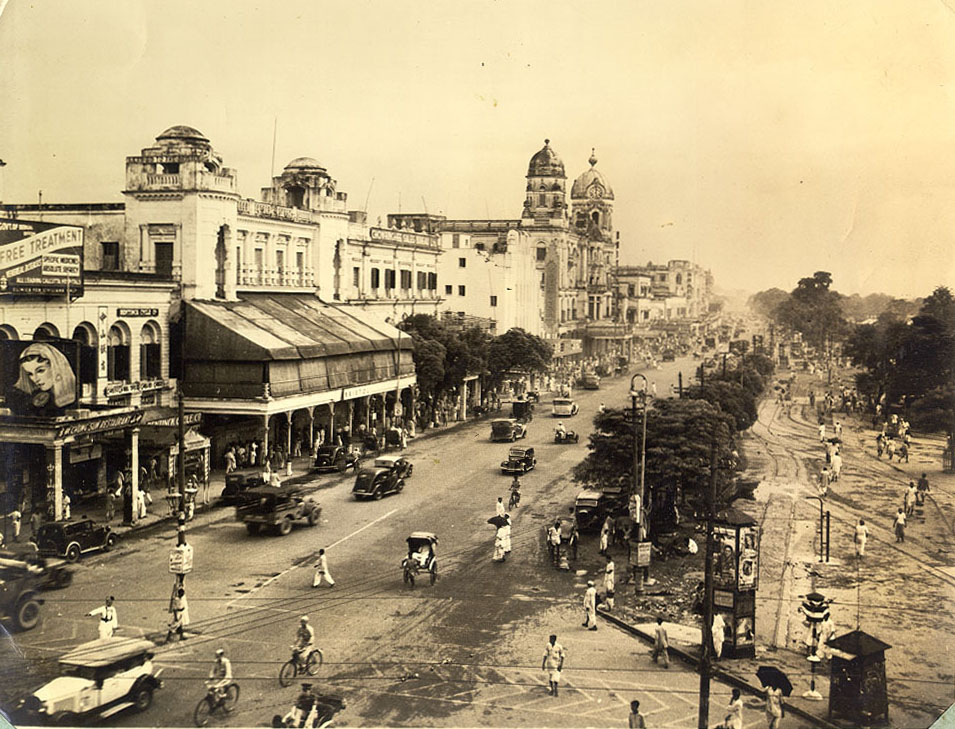
Veduta di Calcutta nel 1945

Dopo aver preso i voti, Teresa lasciò Darjeeling e raggiunse Calcutta, dove per i successivi diciassette anni, visse e lavorò presso il collegio cattolico di Saint Mary's High School del sobborgo di Entally, frequentato soprattutto dalle figlie dei coloni britannici. Insegnava storia e geografia e poté studiare la lingua hindi. La regola delle Suore di Loreto non le consentiva di allontanarsi dal convento, ma, grazie alle attività di volontariato svolto da alcune sue alunne, ebbe modo di prendere sempre maggiore consapevolezza delle terribili condizioni di vita negli slum di Calcutta, in particolare in quello di Motijhil, confinante con la scuola.
Nel 1937 si recò a Darjeeling per pronunziare i voti perpetui. Divenne così Madre Teresa, nome che mantenne per il resto della vita.
Tornata a Calcutta, assunse progressivamente diverse responsabilità organizzative, fino a essere nominata, nel 1944, direttrice della scuola. Gli anni della guerra ebbero profonde ripercussioni sulle attività svolte dalle suore, che si dedicarono sempre più all'accoglienza di orfani e bambini abbandonati. Lo stesso convento di Entally venne requisito e, fino al 1945, trasformato in un ospedale militare britannico.

### La "chiamata nella chiamata"

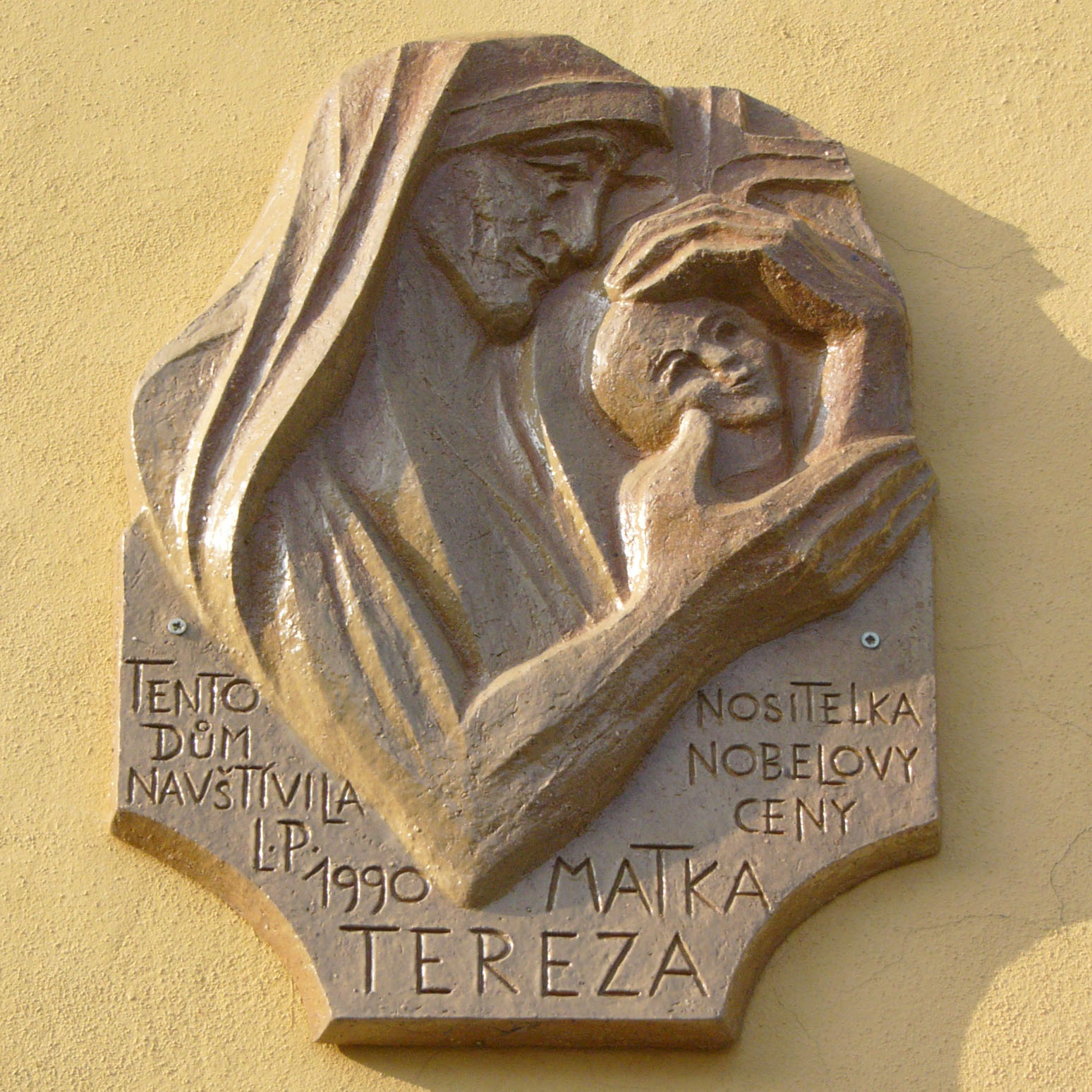
Madre Teresa, targa decorativa a Olomouc

Nell'agosto del 1946 Calcutta fu teatro di scontri sanguinosi, a cui presero parte le diverse fazioni indipendentiste, noti come Great Calcutta Killing. La città fu paralizzata per diversi giorni e Madre Teresa, uscita dal collegio per trovare del cibo, rimase impressionata dalla devastazione che ebbe modo di vedere. In lei cominciò quindi a maturare una profonda riflessione interiore che l'avrebbe condotta presto alla svolta decisiva della sua vita.
La sera del 10 settembre partì in treno per recarsi a Darjeeling, dove doveva svolgere dieci giorni di esercizi spirituali. Come lei stessa ricostruirà più tardi, fu proprio in quella notte di viaggio, a contatto con condizioni di povertà estrema, che lei ebbe una "chiamata nella chiamata":
(Cit. in Renzo Allegri, Madre Teresa mi ha detto, Ancora Editrice, Milano, 2010)
Madre Teresa decise quindi di uscire dal convento e mettersi al servizio dei "più poveri tra i poveri", come si sentiva ora chiamata a fare. Dovette comunque aspettare due anni per convincere le consorelle e l'arcivescovo di Calcutta, ottenendo così le approvazioni necessarie. Le resistenze furono infatti numerose, tanto che la giovane suora venne anche trasferita, per un breve periodo, nella città di Asansol.
Nel 1948 Madre Teresa ebbe infine l'autorizzazione dalla Santa Sede ad andare a vivere da sola nella periferia della metropoli, a condizione che continuasse la vita religiosa. Decise quindi di abbandonare il velo nero delle Suore di Loreto il giorno della festa dell'Assunzione (15 agosto 1948), a vent'anni esatti dalla prima chiamata che aveva ricevuto, diciottenne, al santuario della Madonna Nera di Letnice.
Nello stesso anno Madre Teresa prese inoltre la cittadinanza della neo-indipendente Repubblica d'India, sancendo così la profondità del suo legame con le persone che voleva servire.

### Le suore di Patna e lo slum di Motijhil
Lasciato il convento, si recò per un breve periodo presso le suore di Patna, nel medio Gange, per acquisire nozioni sanitarie. Si fermò lì quattro mesi, nei quali si convinse del ruolo che l'igiene e una migliore alimentazione potevano avere nel migliorare la vita di coloro che abitavano negli slum.
Tornata a Calcutta, alla fine del 1948 cominciò la sua missione al servizio dei poveri recandosi con cinque rupie nello slum di Motijhil: qui inizialmente ebbe come base una capanna, dove cominciò a insegnare e ad assistere i bambini poveri della zona. Presto attorno a lei si formò una piccola rete di volontari che l'aiutavano nell'insegnamento, nella distribuzione di cibo e nella diffusione di elementari pratiche igieniche. Grazie all'aiuto di uno di questi collaboratori, Michael Gomes, nel febbraio 1949 Madre Teresa poté trasferirsi in una casa. Dopo aver assistito una donna che moriva in strada, decise di riservare una stanza di quella casa a malati e moribondi.

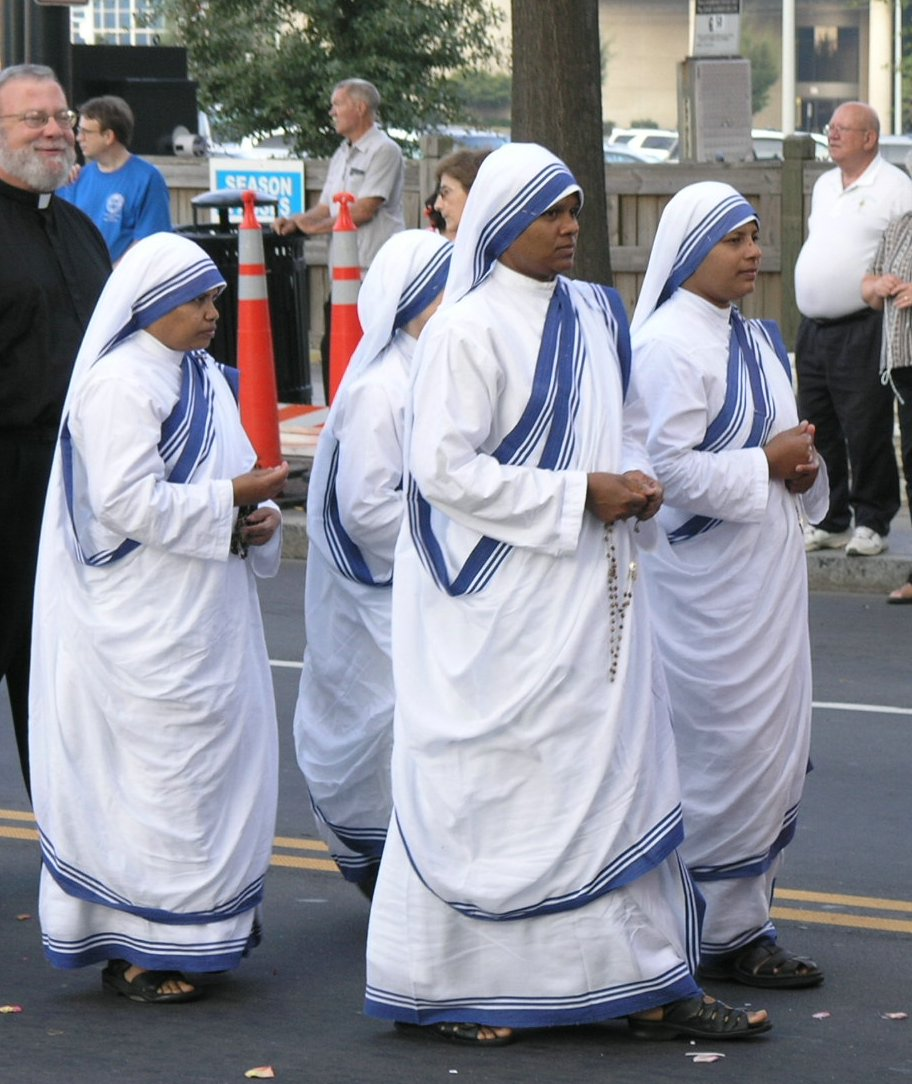
Missionarie della carità nel 2005

Nel marzo 1949 una sua ex allieva, Shubashini Das, si unì a lei, creando le basi per la costruzione di una piccola comunità.

### Le Missionarie della carità
Nel 1950 Madre Teresa fondò la congregazione delle Missionarie della carità, la cui missione era quella di prendersi cura dei "più poveri dei poveri" e di tutte quelle persone che si sentono non volute, non amate, non curate dalla società, tutte quelle persone che sono diventate un peso per la società e che sono fuggite da tutti. Le prime aderenti furono dodici ragazze, tra cui alcune sue ex allieve alla Saint Mary. Stabilì come divisa un semplice sari bianco a strisce azzurre, pare fu scelto da Madre Teresa perché era il più economico fra quelli in vendita in un piccolo negozio, ma soprattutto perché aveva i colori della casta degli intoccabili, la più povera dell'India.
Il numero di persone che desideravano seguire l'esempio di Madre Teresa crebbe rapidamente, tanto che le stanze messe inizialmente a disposizione da Gomes si rivelarono presto inadeguate. Nel febbraio 1953 le suore poterono quindi spostarsi in una nuova sede a 54A Lower Circular Road, messa a loro disposizione dall'arcidiocesi di Calcutta, che ospita tuttora la casa madre delle Missionarie della carità. Lo stile di vita voluto da Madre Teresa, ispirato in parte a San Francesco, prevedeva un'austerità rigorosa, in linea con la condizione di vita dei poveri e con la necessità di preservare gli ideali del nuovo ordine.

#### La Casa Kalighat per i morenti

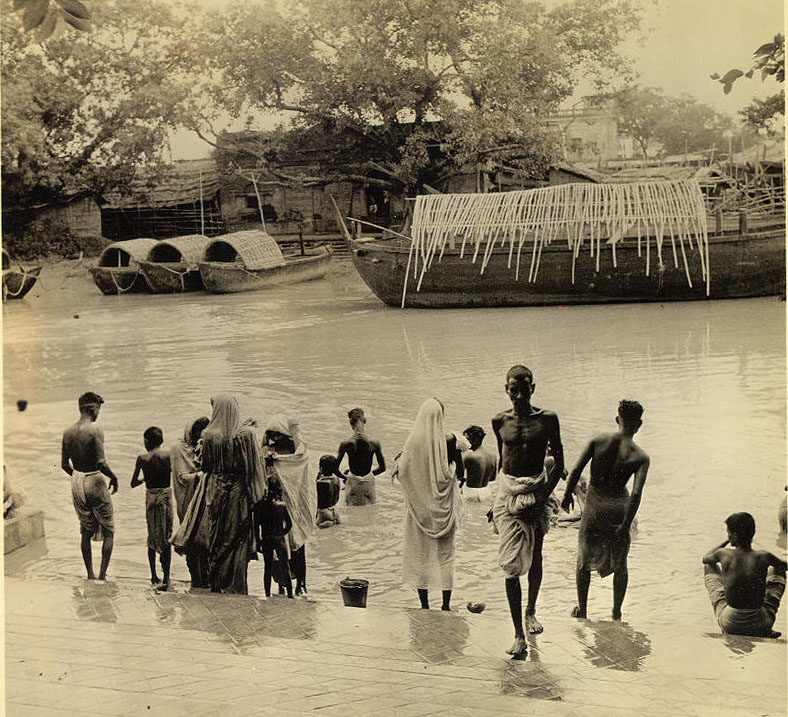
Il fiume davanti al Kalighat nel 1947

Nel frattempo, il 22 agosto 1952 era stata inaugurata la Casa Kalighat per i morenti (poi chiamata casa dei puri di cuore: Nirmal Hriday), nata per offrire cure e assistenza ai numerosi malati rifiutati dagli ospedali cittadini. A quel tempo l'abbandono dei malati era un fenomeno frequente, legato alle condizioni di estrema povertà in cui versava buona parte della popolazione cittadina. Lo stesso Comune di Calcutta, consapevole della gravità del problema, aveva quindi messo a disposizione di Madre Teresa un ostello abbandonato nei pressi del tempio di Kālī (Kalighat) e aveva fornito una somma mensile di denaro.
Le persone portate all'ospizio venivano assistite e avevano, nel caso, la possibilità di morire con dignità secondo i riti della propria fede: ai musulmani si leggeva il Corano, agli indù si dava acqua del Gange, i cattolici ricevevano l'estrema unzione. Gli inizi furono comunque difficili. Non mancarono le resistenze e i sospetti di proselitismo, soprattutto da parte dei sacerdoti induisti del vicino tempio. Madre Teresa è stata ad esempio accusata di battezzare i malati in punto di morte, senza chiedere il loro parere. Tali critiche hanno preso spunto da una dichiarazione nella quale Madre Teresa dichiarava di offrire ai malati "uno speciale biglietto per san Pietro". Superate le iniziali diffidenze, la struttura venne comunque poi sostenuta e appoggiata, sia tramite il contributo di volontari sia attraverso donazioni, da persone di diversi credi religiosi.
Negli anni le attività delle Missionarie della carità si ampliarono e compresero il reinserimento lavorativo delle persone guarite e l'assistenza ai bambini abbandonati o rimasti orfani: quest'ultima attività, in particolare, poté essere avviata grazie al sostegno di una signora indù di Calcutta.

#### I lebbrosi di Shanti Nagar

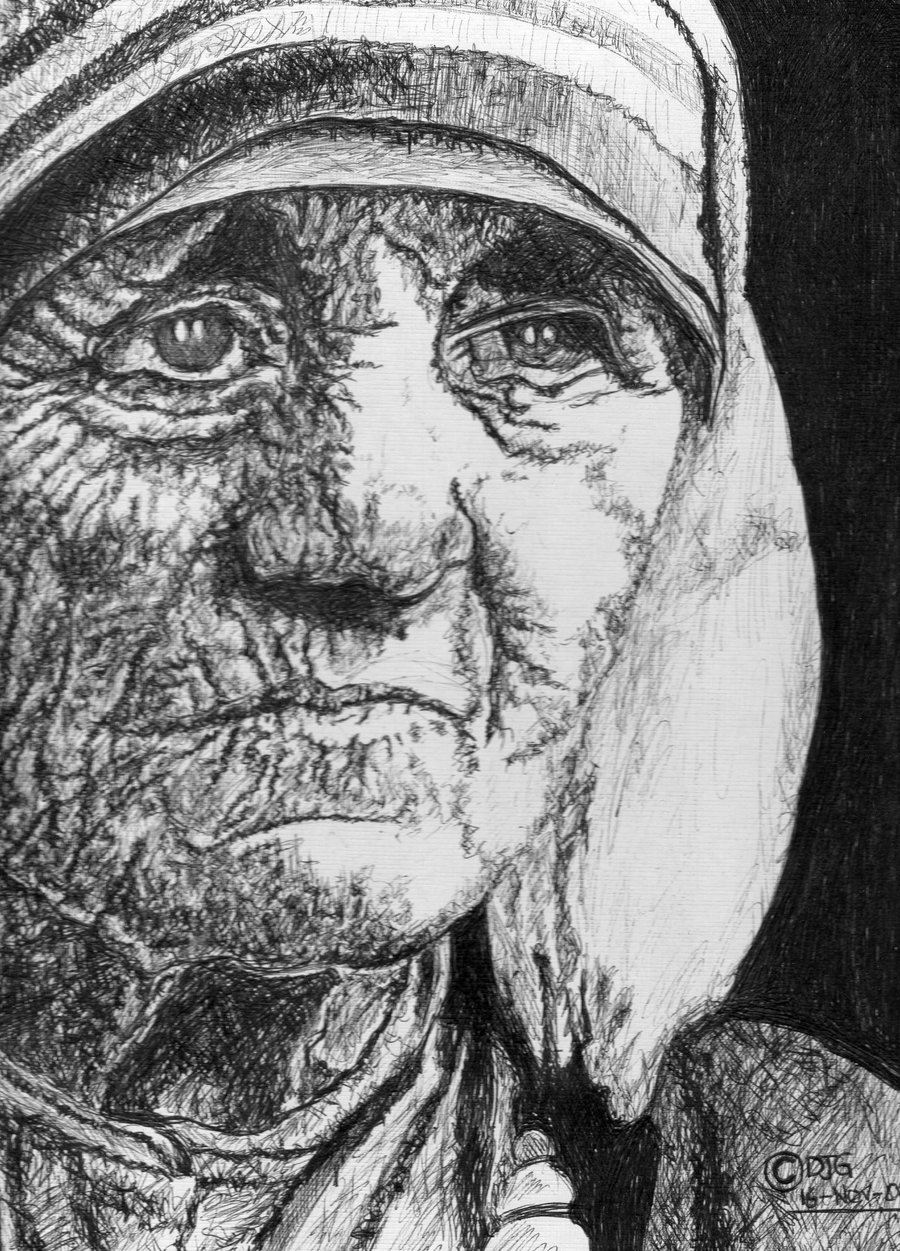
Ritratto di Madre Teresa

Madre Teresa decise di dedicarsi anche alla piaga della lebbra, a quel tempo ancora largamente diffusa. Nel 1957, con l'aiuto di un medico, cominciò ad accogliere e assistere alcuni lebbrosi. Poco dopo realizzò delle cliniche mobili per contenere i focolai di infezione, seguendo un modello precedentemente messo a punto da un medico belga a Madras per curare i malati a domicilio.
Nel 1958 Madre Teresa aprì un centro per i malati di lebbra a Tigarah, in una zona degradata nella periferia di Calcutta. Ricordando l'impegno di Gandhi per i lebbrosi, la suora volle dedicare alla sua memoria la struttura, che venne quindi chiamata Gandhiji's Prem Niwas (Dono d'amore di Gandhi).
Pochi anni dopo, nel 1961, il governatore del Bengala decise di affidare alle Missionarie della carità un terreno a circa trecento chilometri da Calcutta, presso il confine con il Bihar: qui Madre Teresa realizzò il villaggio di Shanti Nagar (Città della pace), dove i malati di lebbra potevano vivere e lavorare, coltivando i campi, allevando animali e svolgendo attività di artigianato. La presenza di volontari sani favoriva il recupero sociale dei malati, evitando forme di emarginazione.
Sul suo impegno verso i lebbrosi, Madre Teresa spesso ripeteva: "Non ci sono lebbrosi, solo la lebbra, e si può curare".

### La fama mondiale e l'espansione internazionale dell'Ordine

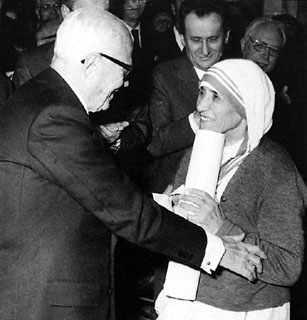
L'incontro tra Sandro Pertini e Madre Teresa

Per dieci anni Madre Teresa operò solo nel territorio di Calcutta: nel 1959 aprì infine una nuova struttura a Ranchi, nello Stato indiano dello Jharkhand.
Nel febbraio 1965, papa Paolo VI concesse alle Missionarie della carità il titolo di "congregazione di diritto pontificio" e la possibilità di espandersi anche fuori dall'India. Il 26 luglio 1965 a Cocorote, in Venezuela, venne quindi aperta la prima casa della congregazione fuori dall'India. Seguì, l'8 dicembre 1967, l'avvio di un centro a Colombo (Sri Lanka). Fu poi la volta di sedi in Africa, America, Asia ed Europa nel corso degli anni settanta, ottanta e novanta.
Nel frattempo, la fama di Madre Teresa cresceva anche grazie alla crescente attenzione che la sua attività riceveva da parte dei media.
L'Ordine si ampliò con la nascita di un ramo contemplativo e di due organizzazioni laicali, aperte cioè anche ai laici. Per i Collaboratori di Madre Teresa, la fondatrice volle mettere in luce la natura non confessionale dell'iniziativa, aperta a persone "di tutte le religioni e tutte le denominazioni". Nel 1981 fu fondato il movimento Corpus Christi aperto ai sacerdoti secolari.
Nel corso degli anni ottanta nacque e si consolidò la sua amicizia con papa Giovanni Paolo II, i quali si scambiarono visite reciproche. Woytila la definì pubblicamente come una "santa vivente". Grazie all'appoggio del pontefice, Madre Teresa riuscì ad aprire ben tre case a Roma, fra cui una mensa nella Città del Vaticano dedicata a Santa Marta, patrona dell'ospitalità. Negli anni novanta, le Missionarie della carità superarono le quattromila unità con cinquanta case sparse in tutti i continenti.

### Il premio Nobel per la pace
Nel 1979 Madre Teresa ottenne il premio Nobel per la pace. Tra le motivazioni, venne indicato il suo impegno per i più poveri tra i poveri e il suo rispetto per il valore e la dignità di ogni singola persona.
Madre Teresa rifiutò il convenzionale banchetto cerimoniale per i vincitori e chiese che i 6 000 dollari di fondi fossero destinati ai poveri di Calcutta, che avrebbero potuto essere sfamati per un anno intero: "Le ricompense terrene sono importanti solo se utilizzate per aiutare i bisognosi del mondo".

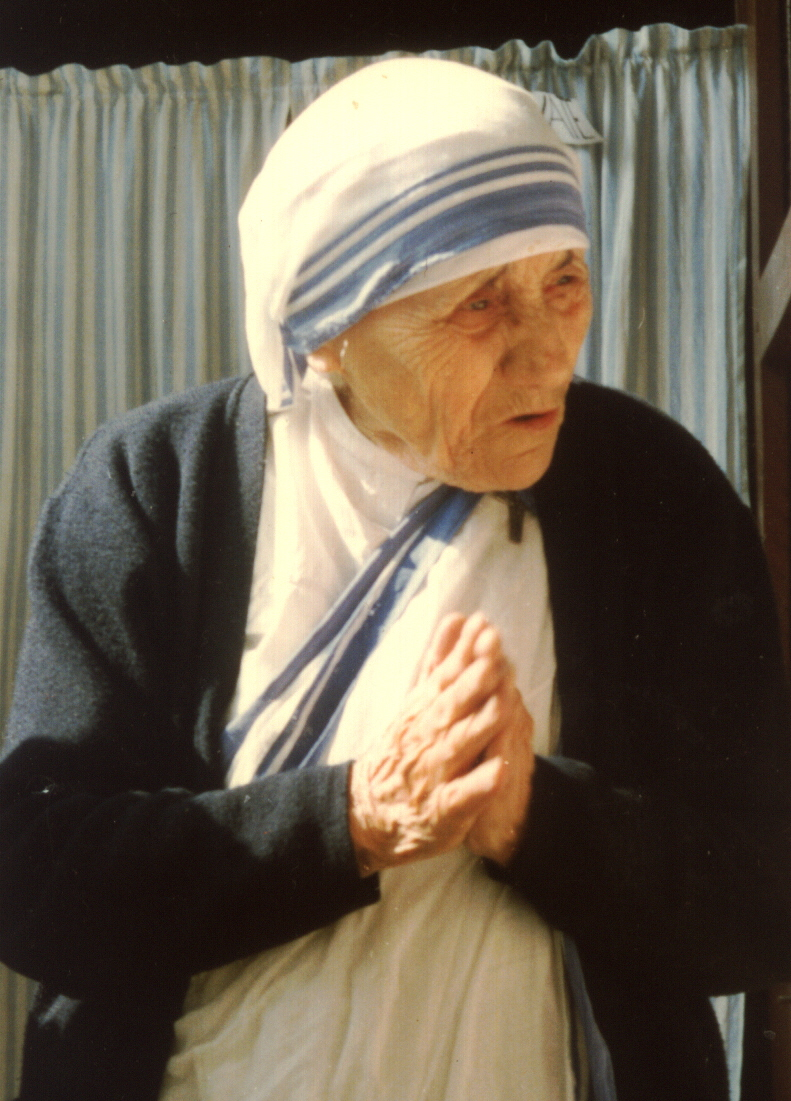
Madre Teresa nel 1988

### I problemi di salute e la morte
A partire dalla fine degli anni ottanta, le sue condizioni di salute peggiorarono: già affetta da artrite reumatoide, che la costrinse a un primo ricovero nel 1983, ebbe un infarto nel 1989, per il quale le fu applicato un pacemaker. Si dimise da superiora dell'Ordine, ma, in seguito a un ballottaggio, fu rieletta praticamente all'unanimità, fatta eccezione solo per qualche voto astenuto. Accettò il risultato e rimase dunque alla guida della congregazione.
Nel 1991 si ammalò di polmonite, nel 1992 le furono riscontrati nuovi problemi cardiaci e l'anno successivo contrasse la malaria. Nell'aprile del 1996 Madre Teresa cadde e si ruppe la clavicola. Il 13 marzo 1997 lasciò definitivamente la guida delle Missionarie della carità, alla cui guida subentrò suor Nirmala Joshi. A marzo incontrò papa Giovanni Paolo II per l'ultima volta, prima di rientrare a Calcutta, dove morì il 5 settembre seguente, all'età di 87 anni.
La sua scomparsa suscitò grande commozione nel mondo intero: l'India le riservò solenni funerali di Stato, che videro un'enorme partecipazione popolare e la presenza di importanti autorità del mondo intero. Il segretario generale delle Nazioni Unite, Javier Pérez de Cuéllar, arrivò persino a dichiarare: "Lei è le Nazioni Unite. Lei è la pace nel mondo." Nawaz Sharif, primo ministro del Pakistan, disse inoltre che Madre Teresa era "un raro e unico individuo che ha vissuto a lungo per più alti scopi. La sua lunga vita di devozione alla cura dei poveri, dei malati e degli svantaggiati è stata uno dei più grandi esempi di servizio alla nostra umanità."

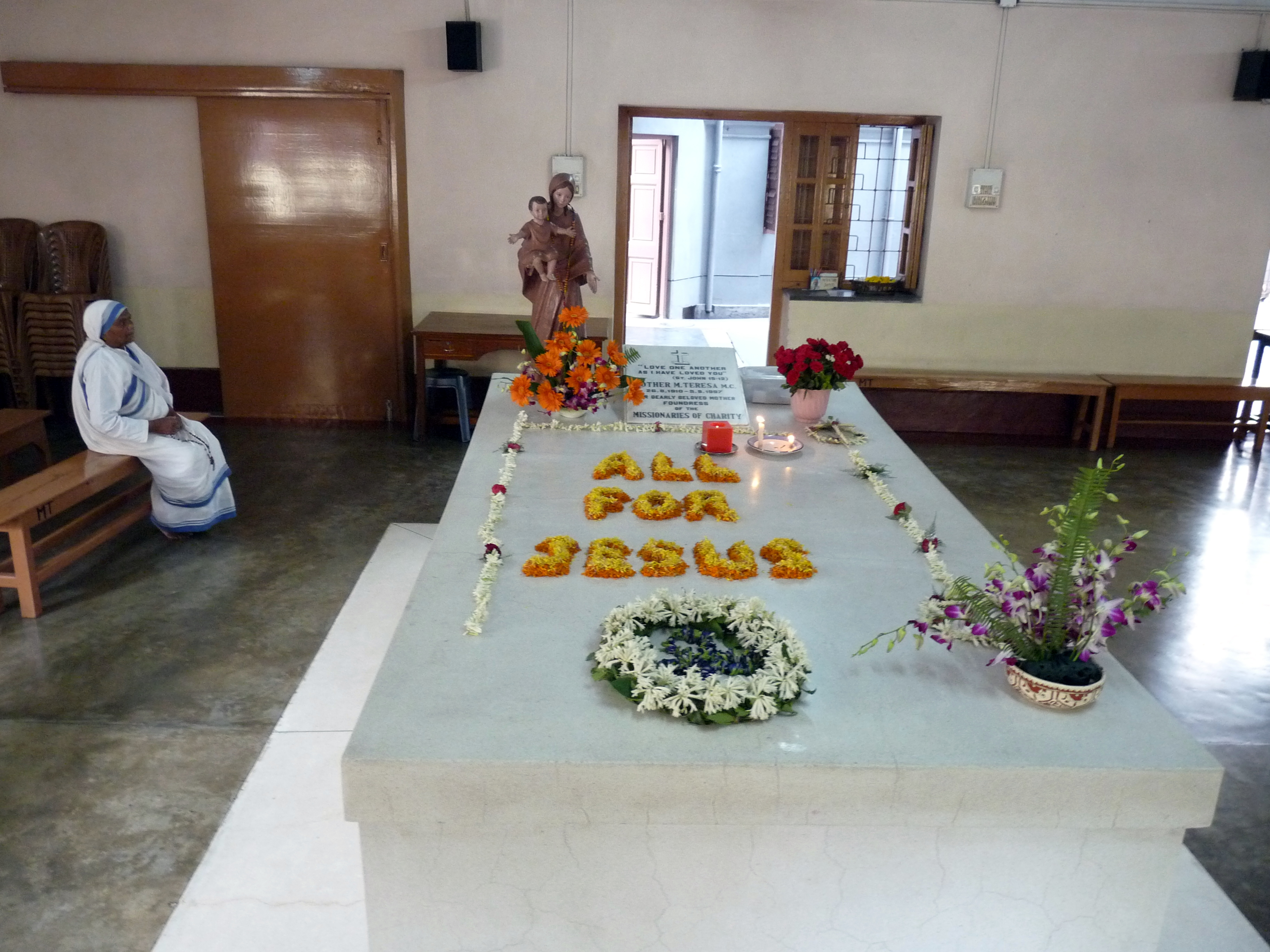
Tomba di Madre Teresa nella casa madre di Calcutta

Madre Teresa è stata sepolta a Calcutta, presso la sede delle Missionarie della carità. Sulla semplice tomba bianca è stato inciso un verso del Vangelo di Giovanni: 

## Il culto
Con una deroga speciale Giovanni Paolo II fece aprire il processo di beatificazione a soli due anni dalla sua morte. La procedura si concluse nell'estate del 2003 e la proclamazione avvenne il 19 ottobre successivo.
L'arcidiocesi di Calcutta aprì il processo per la canonizzazione già nel 2005. Il 17 dicembre 2015 papa Francesco ha promulgato il decreto circa il miracolo attribuito all'intercessione della beata Teresa di Calcutta, ultimo passo richiesto per la sua canonizzazione, e nel concistoro del 15 marzo 2016 ha firmato il decreto di canonizzazione. La canonizzazione è poi avvenuta il 4 settembre successivo.

### Miracoli per la beatificazione e la canonizzazione
Il processo di beatificazione, primo passo verso la canonizzazione, richiede la documentazione di un miracolo avvenuto per intercessione di Madre Teresa. Le segnalazioni ricevute sono migliaia, ma solo pochissime vengono ritenute rilevanti dalla Chiesa cattolica ai fini del processo di canonizzazione e passate quindi a un vaglio più approfondito. Per essere considerata miracolosa dalla Chiesa, una guarigione deve infatti essere istantanea, completa, duratura e senza alcuna spiegazione medica plausibile. Per la beatificazione è stata riconosciuta come miracolosa la guarigione di una donna di religione induista, Monica Besra. Per la canonizzazione è stata riconosciuta come miracolosa la guarigione di Marcilio Haddad Andrino, brasiliano.

#### Il caso Monica Besra
Nel 2002 la Santa Sede ha riconosciuto come miracolosa la guarigione di una donna indiana, Monica Besra, originaria di un villaggio a nord di Calcutta. Nel 1998 la donna era malata ma, non potendo più sostenere le spese mediche, aveva chiesto di lasciare l'ospedale in cui era ricoverata e di essere accompagnata a un centro delle Missionarie della carità, presso Balurghat. La malattia non è ancora chiara: i medici le avevano infatti diagnosticato sia un tumore all'addome sia una meningite tubercolare. Il 5 settembre la donna pregò con le suore e affermò di aver visto una fotografia di Madre Teresa e di essere rimasta colpita da un raggio di luce che proveniva dai suoi occhi. Nel pomeriggio, Monica Besra poggiò un piccolo medaglione di Madre Teresa sulla protuberanza che aveva sull'addome e continuò a pregare. La mattina successiva si sentì leggera: chiamò la donna che dormiva di fianco a lei per dirle che la protuberanza era scomparsa. Monica Besra, che è di fede induista, successivamente dichiarò: "Dio mi ha scelto come mezzo per mostrare alla gente l'enorme potere di cura di Madre Teresa, non solo attraverso le cure fisiche, ma attraverso i suoi miracoli". Prima di prendere una decisione sulla vicenda, la Congregazione per le cause dei santi ha intervistato 113 persone e raccolto 35 000 pagine di documentazione, ascoltando anche le voci critiche. Anche a seguito del riconoscimento, da parte della Congregazione, del carattere miracoloso di questa guarigione, Madre Teresa è stata ufficialmente beatificata da papa Giovanni Paolo II il 19 ottobre 2003.
La vicenda è ancora oggetto di controversie. Il marito di Monica Besra affermò ad esempio che la guarigione non era dovuta a un miracolo, ma alle cure dei medici. Divisioni si registrarono anche tra i medici che l'avevano curata: uno di loro sostenne che la guarigione era scientificamente inspiegabile, mentre per un altro la guarigione era dovuta a nove mesi di cure anti-tubercolosi. Un medico affermò inoltre di aver ricevuto pressioni da parte delle Missionarie della carità perché sostenesse che la guarigione fosse avvenuta per miracolo. A seguito delle proteste dei razionalisti indiani, il governo del Bengala Occidentale organizzò una propria inchiesta sul presunto miracolo, secondo la quale Monica Besra aveva ricevuto continue e corrette cure antitubercolari, e una guarigione miracolosa era quindi da escludere.

#### Il miracolo per la canonizzazione
Ai fini della canonizzazione, la Chiesa cattolica ha riconosciuta come miracolosa la guarigione di Marcilio Haddad Andrino, un ingegnere brasiliano nato a Santos nel 1973, che nel 2006 aveva cominciato a soffrire di violenti mal di testa. Nell'ottobre del 2008 gli erano stati diagnosticati otto ascessi cerebrali e una grave forma di idrocefalia. Il 9 dicembre 2008, a seguito di un improvviso peggioramento, era stato portato in sala operatoria, ma prima dell'intervento si era sentito guarito e i medici avevano constatato la scomparsa dell'idrocefalia e degli ascessi. Durante la malattia la moglie di Marcilio, Fernanda Rocha Andrino, aveva pregato per il marito, applicandogli anche sul capo una reliquia di Madre Teresa. Successivamente la coppia ha avuto due figli, mentre questa possibilità era stata esclusa dai medici a causa delle cure tentate da Marcilio durante la malattia.

### Culto liturgico
Il 24 dicembre 2024 papa Francesco ha inserito la celebrazione di Santa Teresa di Calcutta, vergine, nel calendario romano generale con il grado di memoria facoltativa.

## Visioni politiche e sociali
La vita di Madre Teresa è stata dedicata all'assistenza dei più poveri, valorizzando la dignità presente in ogni persona, anche nelle condizioni di disagio più estreme. Il suo obiettivo è stato rovesciare la tradizionale asimmetria delle pratiche di assistenza che, spesso condotte con movimenti dall'alto al basso, si rivelavano umilianti e demotivanti per chi riceveva il sostegno. Nella sua ottica, la relazione tra chi dona e chi riceve deve invece essere paritaria, basata sulla reciproca comprensione e rispetto, anche attraverso la condivisione di stili e condizioni di vita.
Particolare attenzione ha dedicato al tema dell'isolamento sociale: secondo Madre Teresa "essere rifiutati è la peggiore malattia che un essere umano possa provare". Per questo le sue iniziative hanno cercato di essere il più possibile inclusive, anche in relazione alle diversità di cultura, lingua e religione.
In ambito demografico, Madre Teresa ha promosso la pianificazione delle nascite con metodi naturali, condannando l'aborto e i metodi di contraccezione nei suoi incontri con esponenti politici di tutto il mondo. Nel discorso tenuto alla consegna del premio Nobel, dichiarò: «Sento che oggigiorno il più grande distruttore di pace è l'aborto, perché è una guerra diretta, una diretta uccisione, un diretto omicidio per mano della madre stessa. [...] Perché se una madre può uccidere il suo proprio figlio, non c'è più niente che impedisce a me di uccidere te, e a te di uccidere me». Nel 1987, Madre Teresa è diventata presidente onoraria dei movimenti per la vita di tutto il mondo.
Sul tema della famiglia, Madre Teresa ha difeso le posizioni della Chiesa cattolica, sostenendo anche campagne contro il divorzio, come ad esempio quella del 1996 in Irlanda. Nello stesso anno suscitò polemiche un'intervista, che la religiosa comunque negò di aver mai rilasciato, nella quale avrebbe dichiarato a un giornale inglese di considerare un bene la fine del matrimonio di Diana Spencer.
Madre Teresa sosteneva l'ecumenismo e l'apertura alle religioni non-cristiane. Su questi temi affermò, in particolare:
(Lucinda Yardey, Mother Teresa: A Simple Path, Ballantine Books, 1995.)

## Vita spirituale
Madre Teresa non si considerava una suora di vita attiva. Al contrario, di sé e delle altre Missionarie della carità diceva: "Siamo delle contemplative che vivono in mezzo al mondo. [...] La nostra vita deve essere una preghiera continua".
In quest'ottica teologica, il servizio a favore dei poveri era visto come una naturale conseguenza della preghiera e del dialogo con Dio.
Questa sua spiritualità, che aveva tratti di ispirazione francescana, era sintetizzata da Madre Teresa con l'immagine, in cui si riconosceva, della "piccola matita nelle mani di Dio".
In linea con questa sua sensibilità, nella cerimonia di consegna del premio Nobel, nel suo discorso citò la preghiera semplice.
Madre Teresa ha anche provato l'esperienza dell'aridità e della sofferenza spirituale fino all'incredulità, come emerso dalla pubblicazione postuma delle sue lettere. Stando ai racconti di padre Brian Kolodiejchukz, in una di queste lettere scriveva di non sentire "la presenza di Dio né nel suo cuore né nell'Eucaristia" e al suo confessore spirituale confidava: "Gesù ha un amore molto speciale per te. Ma per me, il silenzio e il vuoto è così grande che io Lo cerco e non Lo trovo, provo ad ascoltarLo e non Lo sento". Giunse inoltre ad affermare: "Nella mia anima sperimento proprio quella terribile sofferenza dell'assenza di Dio, che Dio non mi voglia, che Dio non sia Dio, che Dio non esista veramente". 
Questo stato, che con alti e bassi accompagnò la seconda metà della sua vita, venne così commentato dalla suora: "Ho cominciato ad amare le mie tenebre perché credo che siano una parte, una piccola parte delle tenebre di Gesù e della Sua pena sulla terra".

Madre Teresa alla Casa Bianca mentre riceve dal presidente Ronald Reagan la medaglia presidenziale della libertà

## Riconoscimenti

### In vita
L'attività svolta da Madre Teresa raccolse i primi riconoscimenti in Asia, dove nel 1962 ricevette sia il Premio Magsaysay sia il Padma Shri, la quarta onorificenza indiana. Il denaro ricevuto con il Magsaysay venne immediatamente utilizzato per l'apertura di una casa per bambini abbandonati ad Agra, nell'India settentrionale.
Nel decennio successivo Madre Teresa divenne nota anche nel resto del mondo e in particolare nei paesi occidentali, dove le vennero assegnati numerosi riconoscimenti (premi, lauree honoris causa, onorificenze), culminati con il premio Nobel per la pace. Madre Teresa fu inoltre la seconda donna indiana, dopo Indira Gandhi, a ricevere la massima onorificenza del Paese, il Bharat Ratna. La sua celebrità si estese rapidamente: ad esempio, a partire dagli anni ottanta apparve per diciotto volte nel sondaggio curato da Gallup sulle dieci persone più ammirate negli Stati Uniti.
Di seguito vengono elencati alcuni tra i principali riconoscimenti ricevuti.

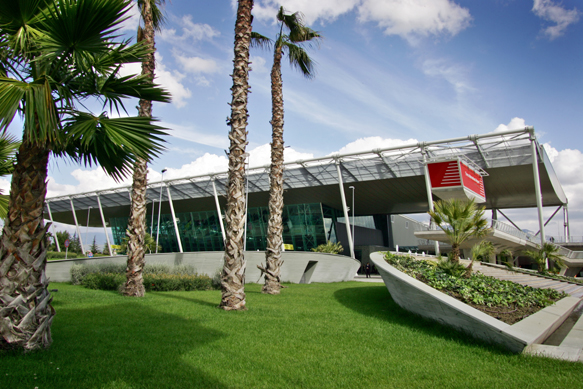
L'aeroporto Madre Teresa (Nënë Tereza) di Tirana

| Anno | Riconoscimento |
| ---- | --- |
| 1962 | Premio Magsaysay per la Pace e l'Intesa Internazionale |
| 1962 | Onorificenza indiana Padma Shri |
| 1971 | Premio della Pace papa Giovanni XXIII, assegnatole da papa Paolo VI |
| 1971 | Premio del buon Samaritano |
| 1971 | Premio Kennedy |
| 1972 | Jawaharlal Nehru Award per la comprensione internazionale |
| 1972 | Koruna Dut, angelo della carità |
| 1973 | Premio Templeton |
| 1974 | Mater et Magistra |
| 1975 | Premio Internazionale Albert Schweitzer |
| 1976 | Premio Ceres Medal della FAO per il contributo allo sviluppo sociale |
| 1978 | Premio Balzan per l'umanità, la pace e la fratellanza tra i popoli "per l'eccezionale abnegazione con la quale ha dedicato tutta la sua vita per soccorrere, in India e in altri paesi del mondo, le vittime della fame, della miseria e delle malattie, gli abbandonati e i morenti, tramutando in azione instancabile il suo amore per l'umanità sofferente." |
| 1979 | Premio Nobel per la pace "per il lavoro compiuto nella lotta per vincere la povertà e la miseria, che costituiscono anche una minaccia per la pace". |
| 1980 | Bharat Ratna, la più alta onorificenza civile dell'India |
| 1981 | Assegnazione della Legion d'Honneur di Haiti |
| 1983 | Order of Merit, la più alta onorificenza civile del Regno Unito |
| 1985 | Assegnazione della medaglia presidenziale della libertà degli Stati Uniti |
| 1995 | Grand'Ordine della Regina Jelena, seconda onorificenza croata |
| 1996 | Nomina a Cittadina Onoraria degli Stati Uniti e assegnazione della Medaglia d'Oro Congressuale |

### Dopo la morte
Dopo la morte, l'operato di Madre Teresa è stato oggetto di riconoscimenti, soprattutto nei paesi in cui ha lavorato.
In particolare, nel 2010, in occasione del centenario della nascita, il governo indiano ha coniato una moneta celebrativa da 5 rupie, in ricordo del denaro con il quale Madre Teresa cominciò la sua missione nello slum di Motijhil.
L'Albania la celebra il 19 ottobre, giorno in cui è stata proclamata beata da papa Giovanni Paolo II.
Il 5 settembre, inoltre, si celebra la Giornata internazionale della carità 

## Critiche e aspetti controversi
Il giornalista britannico Christopher Hitchens ha seguito a lungo criticamente le attività di Madre Teresa, sostenendo, in particolare:
(Christopher Hitchens, La posizione della missionaria. Teoria e pratica di madre Teresa, pp. 125-126.)
Gezim Alphion, biografo di Madre Teresa, ha però commentato negativamente l'opera di Hitchens rilevando che le sue ricerche «non sempre poggiano su una ricerca imparziale. L'unica informazione che usa per screditare Madre Teresa proviene da “In the Mother's House”, il manoscritto non pubblicato di Susan Shields, una ex appartenente delle Missionarie della Carità che abbandonò l'ordine nel maggio 1989, quasi un decennio dopo avervi aderito. Per Hitchens, Madre Teresa rappresenta la personificazione del male, e chi non si allinea con la sua posizione è considerato o “stupido” o “malvagio” come lei».
La qualità delle cure è stata criticata dalla stampa medica, fra cui The Lancet e il British Medical Journal, che hanno riferito il riutilizzo degli aghi delle siringhe, le cattive condizioni di vita (per via ad esempio dei bagni freddi per tutti i pazienti), e un approccio antimaterialista che impediva diagnosi sistematiche.
Sono state criticate le relazioni con alcuni personaggi quali Charles Keating o "Baby doc", cioè il dittatore haitiano Jean-Claude Duvalier. Secondo Hitchens, Madre Teresa avrebbe usato soprattutto per se stessa le donazioni raccolte. Inoltre ha accusato Madre Teresa di avere avuto la tendenza a mentire riguardo alla lotta alla miseria in India. Alla domanda sul perché accettasse donazioni da personaggi "controversi", Madre Teresa rispose: "Nella carità, ognuno ha il diritto di dare".
Sanal Edamaruku, segretario generale dell'Associazione Razionalista Indiana, ritiene che l'ordine di Madre Teresa sia molto poco attivo nella lotta contro la miseria. Secondo lui, Madre Teresa avrebbe imbrogliato un grande numero di donatori in buona fede, nascondendo le sue relazioni con i dittatori così come si distingueva nella scarsa trasparenza riguardo alla destinazione dei fondi raccolti.
Madre Teresa è stata oggetto di inchieste giornalistiche da parte della stampa e della televisione. Aroup Chatterjee in particolare si è mostrato molto polemico nel suo libro Mother Teresa: The Final Verdict, criticando le azioni e le pubbliche dichiarazioni come la posizione antiabortista, l'estrema semplicità delle pratiche mediche del suo ordine che, per esempio, era poco incline al trattamento del dolore. Il metodo di lavoro e le condizioni dei suoi assistiti vennero inoltre criticati da un documentario televisivo inglese del 1997 dal titolo Mother Teresa: Time for Change?
Nel 1998 il settimanale tedesco Stern pubblicò un articolo fortemente critico su Madre Teresa, dal titolo Madre Teresa, dove sono i tuoi milioni?, frutto di un'inchiesta durata un anno che spaziava su tre continenti. In conclusione diceva che il suo ordine era sicuramente di carattere religioso, ma non riusciva a capire dove fossero finiti tutti i soldi che aveva raccolto, visto la situazione di indigenza in cui erano tenuti i malati.
Nel 1991 il direttore di The Lancet, il dottor Robin Fox, dopo aver visitato la clinica di Calcutta, la descrisse disorganizzata e in mano a suore e volontari senza esperienza medica, senza medici e senza distinzioni fra malati inguaribili e malati con possibilità di guarigione, che comunque rischiavano sempre più la morte per le infezioni e la mancanza di cure. Tuttavia, Navin Chawla, allora direttore del dipartimento di salute dello Stato di Delhi, che ebbe a visitare una casa di cura di Madre Teresa in cui venivano curate persone con handicap mentale, riferì di aver trovato condizioni migliori rispetto a quelle di un ospedale psichiatrico statale.
Uno studio canadese del 2013 - realizzato dal prof. Serge Larivée e dalla ricercatrice Geneviève Chénard, dell'Università di Montréal, e dalla prof. Carole Sénéchal, psicologa dell'Università di Ottawa - rileva come il pesante contributo dei media abbia favorito il mito di Madre Teresa, fornendo un'immagine esageratamente entusiastica e celebrativa della missionaria albanese, senza tuttavia porre l'accento sui numerosi lati controversi della sua vita, della sua visione religiosa molto dogmatica e delle sue dichiarazioni di carattere politico. Gli autori si interrogano anche sulla mancata considerazione, da parte della Santa Sede, delle numerose critiche mosse al repentino processo di beatificazione che seguì la morte della religiosa.
Lo storico Antonio Menitti Ippolito ha così commentato l'opera di Madre Teresa: "Le Missionarie della carità non hanno un progetto sociale, non si sostituiscono alle autorità pubbliche, ma tentano di svolgere attività che neppure queste riescono a sostenere. Da qui il loro operare in favore di chi si trovi in situazioni estreme: i moribondi, i malati cronici, gli abbandonati senza speranza. Le suore condividono lo stile di vita e la sofferenza di chi si trova nelle loro mani, distribuiscono amore più che cure specifiche, assicurano calore più che interventi mirati. Per questo hanno ricevuto critiche, in parte giustificabili, ma la loro attività di assistenza, in luoghi estremi di ogni continente, resta eccezionale".
Il giornalista e storico William Doino Jr., in un articolo sul giornale ecumenico First Things nega le accuse mosse contro Madre Teresa da Hitchens e dello studio canadese, asserendo la mancanza di prove a sostegno nei lavori di Hitchens, mentre accusa lo studio dell'università di Montreal di essere una review letteraria di opere negative su Madre Teresa e non un'indagine propria sulla sua vita. Il giornalista sostiene che il team di ricerca non ha mai svolto indagini sulla vita della santa per dimostrare la veridicità delle loro affermazioni. Le critiche a Madre Teresa sono state inoltre respinte da volontari, giornalisti e attivisti (anche di altre religioni) che hanno avuto modo di lavorare con la suora o ne hanno studiato l'attività.

## Nella cultura di massa
- Negli anni settanta Bino scrisse e incise la sua canzone più fortunata, Mama Leone, ma solo nel 1997 rivelò che era dedicata a Madre Teresa.
- Nel 1982 il film La vocazione di Suor Teresa (La voce), diretto da Brunello Rondi, racconta l'adolescenza e l'inizio della vocazione di Suor Teresa.
- Nel film Alice (1990), diretto da Woody Allen, l'omonima protagonista, interpretata da Mia Farrow, conoscerà le suore di Madre Teresa.
- Nel 1997 è stato realizzato il film Madre Teresa (titolo originale: Mother Teresa: In the Name of God's Poor), nel quale Kevin Connor dirige Geraldine Chaplin nei panni della santa.
- L'anno successivo ha visto l'uscita dell'album musicale Musical Tribute to Mother Teresa contenente canzoni di diversi artisti americani, tra i quali José Feliciano e Dave Kelly.
- Lo spettacolo Madre Teresa il musical, con musiche di Michele Paulicelli e testi di Piero Castellacci, ha esordito nel 2002 a Roma ed è stato quindi per due anni in tour in Italia[83].
- Nel 2003 è stata prodotta la miniserie televisiva Madre Teresa, diretta da Fabrizio Costa. L'attrice protagonista è Olivia Hussey; nel cast sono presenti anche Sebastiano Somma e Laura Morante.
- In occasione del centenario della nascita, nel 2010, è stato prodotto il film di animazione Madre Teresa, diretto da Orlando Corradi e Jon Song Chol, con musiche di Luis Bacalov.
- Nel 2014 è uscito il film Le lettere di Madre Teresa (The Letters) con Juliet Stevenson nel ruolo della santa.
- Nel lungometraggio d'animazione Soul di Disney Pixar, troviamo madre Teresa fra le anime guida dell'Antemondo, una sorta di limbo dove si trovano le nuove anime prima che si incarnino sulla terra.

## Opere
- I fioretti di Madre Teresa di Calcutta, messaggi raccolti da José Luis Gonzáles-Balado, Bari, Edizioni paoline, 1975; 1992. ISBN 88-215-2479-5; 2001. ISBN 88-215-4395-1.
- Sorridere a Dio. Esperienze, preghiere, spunti di riflessione, Alba, Edizioni Paoline, 1976.
- Tu mi porti l'amore, Roma, Città Nuova, 1976.
- La gioia di darsi agli altri, Roma, Paoline, 1978.
- Una speranza per la Chiesa. Tre conversazioni, Brescia, Queriniana, 1980.
- Una via all'amore. Meditazioni, Città del Vaticano, Libreria editrice vaticana, 1982.
- Missione d'amore, con i suoi collaboratori, Milano, Rusconi, 1985. ISBN 88-18-30006-7.
- Maria, madre delle riconciliazioni, con frère Roger di Taizé, Padova, Messaggero, 1987. ISBN 88-7026-782-2.
- Con la parola e con l'esempio. Meditazioni spirituali, Casale Monferrato, Piemme, 1988. ISBN 88-384-2040-8.
- Le mie preghiere. Pensieri e meditazioni per ogni giorno dell'anno, Milano, Biblioteca universale Rizzoli, 1988. ISBN 88-17-11502-9.
- Saremo giudicati sull'amore. La vocazione cristiana, Roma, Città nuova, 1988. ISBN 88-311-4363-8.
- Via crucis, con frère Roger di Taizé, Padova, Messaggero, 1988. ISBN 88-7026-784-9.
- La mia vita, Milano, Rusconi, 1990. ISBN 88-18-30027-X.
- ...Anche quando costa... Conversazioni spirituali della Madre alle sue suore, Leumann, Rivoli, Elle Di Ci, 1992. ISBN 88-01-10132-5.
- Parole bianche di madre Teresa del mondo con 12 sue poesie-preghiere e pensieri di Kahlil Gibran, Borgofranco d'Ivrea, Blu international studio, 1992.
- Preghiera, con VHS, Torino-Casale Monferrato, Nuova ERI-Piemme, 1992. ISBN 88-384-2502-7.
- La preghiera. Freschezza di una sorgente, con frère Roger di Taizé, Padova, Messaggero, 1993. ISBN 88-250-0203-3.
- Breviario di madre Teresa, Milano, Rusconi, 1993. ISBN 88-18-12107-3.
- Con tanto amore. Pensieri, Bologna, EDB, 1993. ISBN 88-10-80594-1.
- Preghiamo con Madre Teresa. Preghiere-riflessioni, Milano, Edizioni Paoline, 1993. ISBN 88-315-0766-4.
- Quel che Dio può fare. Meditazioni, Casale Monferrato, Piemme, 1993. ISBN 88-384-2539-6.
- Beati voi.... Le parole di madre Teresa, Casale Monferrato, Piemme, 1994. ISBN 88-384-2224-9.
- Il cammino semplice, Milano, A. Mondadori, 1995. ISBN 88-04-40659-3.
- La mia regola, Casale Monferrato, Piemme, 1995. ISBN 88-384-2412-8.
- Meditazioni per ogni giorno dell'anno liturgico. Da considerazioni di Madre Teresa di Calcutta, Milano, Rusconi, 1996. ISBN 88-18-30039-3.
- I pensieri più belli di madre Teresa, Leumann, Rivoli, Elle Di Ci, 1996. ISBN 88-01-00749-3.
- La gioia di amare. Un pensiero al giorno con madre Teresa, Milano, A. Mondadori, 1997. ISBN 88-04-42857-0.
- Non c'è amore più grande, Milano, Rizzoli, 1997. ISBN 88-17-84550-7.
- Parole sante, Milano, Rusconi, 1997. ISBN 88-18-30041-5.
- Per amore di Gesù, Cinisello Balsamo, San Paolo, 1997. ISBN 88-215-3480-4.
- Ti offro il mio cuore, o Signore, Milano, A. Mondadori, 1998. ISBN 88-04-45848-8.
- Nel cuore del mondo. Pensieri, racconti, preghiere, Milano, Rizzoli, 1998. ISBN 88-17-85989-3.
- Le preghiere di Madre Teresa, Udine, Segno, 1998. ISBN 88-7282-328-5.
- Come una goccia nell'oceano. 100 pagine di madre Teresa, Roma, Città nuova, 2000. ISBN 88-311-4251-8.
- La gioia della preghiera, Milano, Gribaudi, 2000. ISBN 88-7152-591-4.
- Gli insegnamenti di madre Teresa per uomini e donne di tutte le fedi, Milano, Sonzogno, 2000. ISBN 88-454-2008-6.
- "Il mio segreto: prego". Raccolta di preghiere, Camerata Picena, Shalom, 2000.
- Preghiere a misura di cuore, Casale Monferrato, Piemme, 2000. ISBN 88-384-4976-7.
- Toccare i cuori con l'amore, Milano, Gribaudi, 2001. ISBN 88-7152-645-7.
- Un volto di tenerezza. Le immagini di una vita, Milano, Oscar Mondadori, 2001. ISBN 88-04-49060-8.
- Il mio libro di preghiere, Milano, Mondadori, 2002. ISBN 88-04-50928-7.
- Il segreto di Madre Teresa. Il diario e le lettere inedite dei colloqui con Gesù riportati alla luce dal processo di beatificazione, Casale Monferrato, Piemme, 2002. ISBN 88-384-6546-0.
- Vivi davvero! Da madre Teresa parole di saggezza, Milano, Paoline, 2003. ISBN 88-315-2514-X.
- Pensieri da mangiare, con 12 poesie-preghiere originali, Torino, BIS, 2003. ISBN 88-86347-98-7.
- Pensieri e parole di Teresa di Calcutta, Milano, Paoline, 2003. ISBN 88-315-2502-6.
- Le piccole cose con grande amore. Un mese con madre Teresa di Calcutta. Meditazioni e preghiere, Ponteranica, Centro eucaristico, 2003. ISBN 88-86702-76-0.
- Alla scuola della carità. Le mie preghiere, Milano, BUR, 2006. ISBN 88-17-00945-8.